# 四国貯蓄信用組合
四国貯蓄信用組合（しこくちょちくしんようくみあい）は、香川県で営業していた信用組合である。通称は「よんしん」、統一金融機関コードは2720だった。

## 概要
1954年（昭和29年）7月に坂出市に本店を置く形で設立され、1956年（昭和31年）3月に高松市に本店を移転し、香川県内を営業範囲として事業を展開した。
取引先への支援を優先して債権の管理区分を甘くして追加融資を続けたり、バブル崩壊後の担保不動産の下落への注意が不足していた。
そのため、厳格な査定を行うと2000年（平成12年）3月期に約37億円の償却・引き当て不足が発生して約15億円の債務超過に陥ったことから自主再建を断念し、2000年（平成12年）5月12日に金融再生委員会に金融再生法に基づく破綻を申請した。
破綻申請の時点では本店は高松市瓦町1丁目にあり、9店舗で営業していた。そのうち琴平と高瀬、長尾、屋島の4店は、2000年（平成12年）11月に合理化のために近隣の店舗と統合されることになった。
正常先と要注意先に区分した取引先については、上限付きで貸し出しを行って営業基盤と取引先への影響を排除しようとしたが、当組合の破綻から半年以内に取引先が6社破綻するなどの影響が出た。
金融整理管財人の管理下で事業を続けながら継承に向けた作業を続け、2001年（平成13年）3月16日に5店舗で最後の営業を終え、その歴史に終止符を打った。
そして、2001年（平成13年）3月19日に百十四銀行に営業譲渡された。残っていた店舗は近隣の同行店舗に統合された。その際に、破綻懸念債権などの不良債権は整理回収機構が買い取った。
この結果、香川県の信用組合は香川県信用組合のみとなった。
なお、本店跡は現在居酒屋の「酒と料理のなつ」になっている。同店の個室席はかつての金庫室を流用している。